# Постова вулиця (Київ)
Постова́ ву́лиця — вулиця в Солом'янському районі міста Києва, місцевість Новокараваєві дачі. Пролягає від вулиці Івана Піддубного до Олекси Гірника.
Прилучаються вулиці Чернишевського, Героїв Севастополя і Попільнянська.

## Історія
Вулиця утворилася на початку 40-х років XX століття під назвою 68-ма Нова (повноцінно забудована з кінця 1940-х років). Сучасна назва — з 1944 року.